# Intervju s vampirom (1994.)
Intervju s vampirom (eng. Interview with the Vampire), američki horor film redatelja Neila Jordana iz 1994. godine, baziran na istoimenoj noveli autorice Anne Rice. Glavne uloge tumače Tom Cruise i Brad Pitt, kojega je uloga u ovom filmu lansirala u zvjezdanu orbitu. Uz njih dvojicu, zapažene uloge ostvarili su Antonio Banderas koji je tom ulogom također skrenuo pozornost na sebe te tada nepoznata Kirsten Dunst.

## Uloge
- Tom Cruise – Lestat de Lioncourt
- Brad Pitt – Louis de Pointe du Lac
- Kirsten Dunst - Claudia
- Stephen Rea - Santiago
- Antonio Banderas – Armand
- Christian Slater - Daniel Malloy
- Domiziana Giordano - Madeleine
- Virginia McCollam, Helen McCrory - prostitutke
- John McConnell - kockar
- Thandie Newton - Yvette
- Lyla Hay Owen - udovica
- Lee E. Scharfstein - udovičin ljubavnik

## Razlike između knjige i filma
- Louisova obitelj: u noveli, Louisu je umro brat Paul, dok su u filmu bili njegova žena i dijete. Također, u filmu se ne spominju Louisova sestra i majka
- Claudijino ludilo: ne spominje se u noveli, a odnosi se na dio kad Claudija popije krv svom učitelju glasovira
- Louis u crkvi ubija svećenika: izostavljeno u filmu
- Put u istočnu Europu: u noveli Claudia i Louis u istočnoj Europi, točnije u Transilvaniji pronalaze druge vampire, to je u filmu izostavljeno
- Lestatov dolazak u Pariz: u filmu je izostavljen dio kada Lestat dolazi u Pariz nakon požara u New Orleansu
- Pojavljivanje Lestata u Danielovom autu: Lestat napada Daniela i pretvara ga u vampira, premda u noveli Daniel tek odlazi potražiti Lestata.

## Vanjske poveznice
- Intervju s vampirom u internetskoj bazi filmova IMDb-a